# Västra Bärtejaure
Västra Bärtejaure är en sjö i Sorsele kommun i Lappland och ingår i Umeälvens huvudavrinningsområde. Sjön har en area på 1,82 kvadratkilometer och ligger 584,6 meter över havet. Sjön avvattnas av vattendraget Vuovosjukke.

## Delavrinningsområde
Västra Bärtejaure ingår i det delavrinningsområde (731886-152660) som SMHI kallar för Utloppet av Västra Bärtejaure. Medelhöjden är 648 meter över havet och ytan är 15,26 kvadratkilometer. Räknas de 3 avrinningsområdena uppströms in blir den ackumulerade arean 45,86 kvadratkilometer. Vuovosjukke som avvattnar avrinningsområdet har biflödesordning 3, vilket innebär att vattnet flödar genom totalt 3 vattendrag innan det når havet efter 399 kilometer. Avrinningsområdet består mestadels av skog (69 procent) och kalfjäll (12 procent). Avrinningsområdet har 2,1 kvadratkilometer vattenytor vilket ger det en sjöprocent på 13,8 procent.